# ويليام كينج
وليام ليون ماكينزي كينغ (بالإنجليزية: William Lyon Mackenzie King) (17 ديسمبر عام 1874 – 22 يوليو عام 1950)، يُعرف باسم ماكينزي كينغ أو دبيلو. إل. إم. كاي.، كان رجل دولة وسياسي كندي، شغل منصب رئيس الوزراء الكندي العاشر لثلاث فترات غير متتالية بين عامي 1921 و1926، وعامي 1926 و1930، وعامي 1935 و1948. كان كينغ ليبراليًا وأحد السياسيين البارزين في كندا خلال فترة ما بين الحربين، أي بين عشرينيات وأربعينيات القرن العشرين. اشتهر كينغ بقيادته لكندا طيلة فترة الحرب العالمية الثانية (1939-1945)، إذ حشد الأموال والإمدادات والمتطوعين الكنديين لدعم بريطانيا، فضلًا عن تعزيزه لاقتصاد البلاد وحفاظه على الروح المعنوية على الجبهة الداخلية. بقي كينغ 21 عامًا و154 يومًا في منصبه، لتكون فترة خدمته أطول فترة في التاريخ الكندي. كان كينغ متمرسًا في القانون والعمل الاجتماعي، وكان شديد الاهتمام بالحالة الإنسانية (كان شعاره في طفولته: «ساعد أولئك الذين لا يستطيعون مساعدة أنفسهم»)، بالإضافة إلى دوره الرئيسي في إرساء أسس دولة الرفاه الكندية.
انضم كينغ إلى قيادة الحزب الليبرالي في عام 1919، ثم تولى قيادته بعد تفككها خلال الحرب العالمية الأولى، وسعى إلى التوفيق بين الفصائل وتوحيد الحزب وتوجيهه للفوز في انتخابات عام 1921. أنهى حزبه فترة توليه الحكم خلال أقسى أيام الكساد الكبير في كندا بين عامي 1930 و1935، ثم عاد إلى الحكم خلال فترة انتعاش الاقتصاد. تولى كينغ شخصيًا العلاقات المعقدة مع مقاطعات البراري، بينما لبى كبار مساعديه إرنست لابوينت ولويس سانت لوران مطالب الكنديين الفرنسيين بمهارة. تمكن كينغ خلال فترة نشوب الحرب العالمية الثانية من تجنب النزاعات المتعلقة بالتجنيد الإجباري والوطنية والعرقية، أي النزاعات التي نجحت في تقسيم كندا خلال الحرب العالمية الأولى. لم تشهد فترة توليه لمنصب رئاسة الوزراء الكثير من الابتكارات البارزة على الصعيد السياسي، لكنه تمكن من صياغة وسن بعض التدابير التي نجحت في الحصول على دعم وطني واسع النطاق. يرى الباحثون في مجموعة المهارات الواسعة التي امتلكها كينغ ولبت احتياجات كندا سببًا في بقاءه لفترة طويلة في منصب قيادة الحزب. فهم كينغ طريقة عمل رأس المال والقوى العاملة، وراعى الفروق الدقيقة في السياسة العامة، وكان مدمنًا على العمل، ومتمتعًا بقدر كبير من الذكاء المحنك والنفاذ، فضلًا عن فهمه المتعمق لتعقيدات المجتمع الكندي. كان كينغ تكنوقراطيًا حديثًا، إذ اعتبر الوساطة الإدارية ضروريةً لتأسيس مجتمع صناعي، وأراد أن يتولى حزبه الليبرالي مهمة تمثيل النقابوية الليبرالية بهدف خلق انسجام اجتماعي. حاول كينغ التوصل إلى حلول توفيقية واستعادة التوازن بين العديد من العناصر المتنافسة والمتنازعة، مستخدمًا السياسة والعمل الحكومي بوصفهما أداتين لتحقيق ذلك. تولى كينغ قيادة حزبه لمدة 29 عامًا، تمكن فيها من إكساب كندا سمعةً دوليةً باعتبارها قوة وسطى ملتزمة تمامًا بالنظام العالمي.
يتفق المؤلفون الذين كتبوا سيرة كينغ على السمات الشخصية التي جعلت منه رجلًا متميزًا. افتقر كينغ إلى الكاريزما التي تمتع بها معاصريه مثل فرانكلين روزفلت وونستون تشرشل وشارل ديغول. لم يتميز كينغ بحضور قيادي أو مهارات خطابية، إذ كانت أفضل كتابته ذات طابع أكاديمي، ولم يكن لها أي صدى بين أوساط جمهور الناخبين. اتسم كينغ بكونه باردًا ومفتقرًا إلى اللباقة في علاقاته الإنسانية، إذ كان لديه عددًا كبيرًا من الحلفاء السياسيين دون أن يمتلك سوى قلة من الأصدقاء الشخصيين المقربين. لم يتزوج كينغ أبدًا، لكنه كان بحاجة إلى زوجة مضيافة يغطي سحرها على برودته. لم يفصح كينغ عن معتقداته الروحية أو عن أساليب الوساطة الروحية التي كان يتواصل من خلالها مع رفاقه الراحلين ولا سيما والدته، إذ تغلبت روحانيته الشديدة عليه وتسببت بتشويه فهمه لأدولف هتلر في فترة أواخر ثلاثينات القرن العشرين.
صنفت دراسة مجلة ماكلين الاستقصائية للباحثين عام 1997 كينغ في المرتبة الأولى بين جميع رؤساء وزراء كندا، متقدمًا بذلك على السير جون إيه. ماكدونالد والسير ويلفريد لوريير. قال المؤرخ جاك غراناتستين: «أعرب الباحثون عن إعجابهم بكينغ بصفته رجلًا، لكنهم سحروا بمهاراته السياسية واهتمامه بالوحدة الكندية». وفي المقابل، قال العالم السياسي إيان ستيورات في عام 2007 إن كينغ يغيب عن أذهان النشطاء الليبراليين.

## موظف مدني ووزير العمل
عُيّن كينغ في عام 1900 وكيلًا في وزارة العمل الجديدة في الحكومة الكندية، وبذلك أصبح نشطًا في مجالات السياسة بدءًا من الهجرة اليابانية ووصولًا إلى السكك الحديدية، ولا سيما قانون تحقيقات المنازعات الصناعية (1907) الذي سعى إلى تجنب الإضرابات العمالية من خلال عمليات توفيقية سابقة.
توفي زميل كينغ في السكن وأفضل أصدقائه هنري ألبرت هاربر في عام 1901 خلال حادثة في حفلة تزلج، إذ سقطت امرأة شابة في المياه المجمدة لنهر أوتاوا، فغاص هاربر محاولًا إنقاذها لكنه مات. حاول كينغ وضع نصب تذكاري تخليدًا لهاربر، وكللت محاولاته بالنجاح عند تنصيب تمثال جالاهاد على تل البرلمان في عام 1905. نشر كينغ مذكرات هاربر تحت عنوان سر البطولة في عام 1906.
انتُخب كينغ في البرلمان بصفته ليبراليًا لأول مرة في الانتخابات التكميلية لعام 1908، ثم عُين أول وزير عمل كندي في عام 1909.
شهدت فترة توليه منصب وزير العمل إنجازين هامين، وهما سن قانون التحقيق في المنازعات الصناعية وقانون التحقيق في المنشآت اللذين صاغهما خلال خدمته المدنية والبرلمانية. أسفر هذا التشريع عن تحسن كبير في الوضع المالي لملايين العمال الكنديين. خسر كينغ مقعده في الانتخابات العامة لعام 1911 التي شهدت هزيمة الليبراليين على يد المحافظين.

## مستشار صناعي
قام كينغ بجولة لإلقاء المحاضرات نيابةً عن الحزب الليبرالي بعد هزيمته، ثم عينه جون دي. روكفلر الابن رئيسًا لقسم الأبحاث الصناعية الجديد في مؤسسة روكفلر في مدينة نيويورك في عام 1914. تلقى كينغ أجرًا وصل إلى 12,000 دولار أمريكي سنويًا، مقارنةً بالأجر الضئيل الذي كان يدفعه الحزب الليبرالي سنويًا والذي بلغ 2,500 دولار أمريكي سنويًا. عمل كينغ لدى هذه المؤسسة حتى عام 1918، وتمكن خلال هذه المدة من تكوين علاقة عمل وصداقة وثيقة مع روكلفر، إذ قدم له المشورة خلال الفترة العصيبة التي شهدت اضطراب 1913-1914 ومذبحة لدلو -أو ما يعرف باسم حرب منجم الفحم كولورادو، والتي مهدت بدورها الطريق لحقبة جديدة في إدارة العمالة في أمريكا. أصبح كينغ واحدًا من أوائل الخبراء المتمرسين في مجال العلاقات الصناعية الناشئ.
لم يكن كينغ من دعاة السلام، لكنه لم يكن من مناصري الحرب العظمى (الحرب العالمية الأولى)، فلم يخدم في الجيش الكندي وبقي على رأس عمله في مؤسسة روكفلر، ما أدى إلى تعرضه للعديد من الانتقادات. وفي المقابل، لم يكن كينغ في حالة بدنية جيدة عند اندلاع الحرب، وكان يبلغ الأربعين من عمره. لم يتخل كينغ عن منزله في أوتاوا، ولم يسافر إلى الولايات المتحدة إلا عند الضرورة، إذ قدم خدمات قيمة مساعدًا في مراقبة سير الصناعات المرتبطة بالحرب.

## مناصب
كان عضوا في مجلس العموم الكندي. وتولى منصب رئيس وزراء كندا لثلاث مرات في الفترات التالية:
1. المرة الأولى (29 ديسمبر 1921– 28 يونيو 1926) .
2. المرة الثانية (25 سبتمبر 1926–7 أغسطس 1930).
3. والمرة الأخيرة (23 أكتوبر 1935– 15 نوفمبر 1948).

## التعليم
تعلم في جامعة تورنتو، وجامعة شيكاغو، وجامعة هارفارد، وكلية الحقوق لقاعة أوسغوود ‏.

## مناصب وهيئات
أدار جامعة هارفارد.

## جوائز
حصل على جوائز منها:
- شريك وسام القديس ميخائيل والقديس جورج.

| المناصب السياسية   | المناصب السياسية                                | المناصب السياسية     |
| ------------------ | ----------------------------------------------- | -------------------- |
| سبقه ريتشارد بينيت | رئيس وزراء كندا 23 أكتوبر 1935 - 15 نوفمبر 1948 | تبعه لويس سانت لوران |
| سبقه آرثر ميغن     | رئيس وزراء كندا 25 سبتمبر 1926 - 7 أغسطس 1930   | تبعه ريتشارد بينيت   |
| سبقه ريتشارد بينيت | رئيس وزراء كندا 29 ديسمبر 1921 - 28 يونيو 1926  | تبعه لويس سانت لوران |

## روابط خارجية
- ويليام كينج على موقع الموسوعة البريطانية (الإنجليزية)
- ويليام كينج على موقع مونزينجر (الألمانية)
- ويليام كينج على موقع إن إن دي بي (الإنجليزية)